# Alfred Recours
Pour les articles homonymes, voir Recours.
Alfred Recours, né le 19 mars 1945 à Mostaganem (Algérie française) et mort le 1er avril 2025 à Saint-Sébastien-de-Morsent (Eure), est un homme politique français. Il est notamment député socialiste de l'Eure.

## Biographie
En 1973, Alfred Recours est candidat de la Ligue communiste révolutionnaire aux élections législatives dans la Première circonscription de l'Eure. Il obtient 1,63 % des suffrages exprimés.
Élu la première fois à l'Assemblée nationale de 1988 à 1993, il est réélu pour un deuxième mandat de 1997 à 2002. Membre de nombreuses commissions parlementaires, il a notamment été rapporteur du budget de la sécurité sociale. On lui doit, entre autres travaux législatifs, une loi importante sur le statut des Musées de France, mais aussi un important rapport sur les méfaits du tabagisme.
Jusqu'en 2020, il était maire de la commune de Conches-en-Ouche, qu'il dirigeait depuis 1984. Il est président de la communauté de communes du Pays de Conches, qu'il a fondée en 1993, l'une des premières communautés de communes de France.
Vice-président du conseil général de l'Eure jusqu'en mars 2015 et ancien président d'Eure Habitat, il est inspecteur de l'Éducation nationale honoraire. Il est réélu en mars 2015 conseiller départemental du nouveau canton de Conches-en-Ouche pour un ultime mandat.
Ex-président (jusqu'en mai 2015) et fondateur du syndicat mixte Eure-Numérique, Alfred Recours s'est beaucoup investi dans le développement du Très haut débit pour tous. La communauté de communes du Pays de Conches est ainsi un des territoires ruraux les plus avancés en termes d'accès à l'internet en très haut débit par fibre optique.
Il apporte son soutien à Emmanuel Macron en vue de l'élection présidentielle de 2017.
Alfred Recours meurt le 1er avril 2025 à Saint-Sébastien-de-Morsent (Eure) à l'âge de 80 ans.

## Décorations
- Chevalier de la Légion d'honneur[5] (18 décembre 2013). Le préfet de l'Eure a procédé à la remise d'insigne.
- Officier de l'ordre national du Mérite (15 novembre 2021)[6].